# Dominique Devenport
Dominique Devenport, född 1 juli 1996 i Luzern, är en schweizisk-amerikansk skådespelare.
Devenport har bland annat medverkat i TV-serierna Davos och Sisi där hon spelade huvudkaraktären Sisi. Hon har även medverkat i filmen Förfalskaren.

## Filmografi (i urval)
- 2022 – Förfalskaren
- 2023 – Davos (TV-serie)
- 2021–2024 – Sisi (TV-serie)